# James Mays
James Dixon Mays (Garner, 8 marzo 1986) è un ex cestista e allenatore di pallacanestro statunitense naturalizzato centrafricano.

## Biografia
È nato il 8 marzo 1986 a Garner nella Carolina del Nord, ma è naturalizzato centrafricano.

## Carriera
Già durante le esperienze scolastiche e collegiali inizia a mettersi in mostra per rimbalzi, palle recuperate, punti e assist. Chiude l'esperienza collegiale a Clemson (dal 2004 al 2008) con la media di 9,1 punti, 6,4 rimbalzi, 1,7 assist in 23,8 minuti di media a partita.
Nell'estate del 2008 gioca la NBA Summer League prima con i Charlotte Hornets (4,2 punti, 2,8 rimbalzi di media in 5 gare) e poi con i New Jersey Nets (1 punto, 0,8 rimbalzi di media in 3 gare).
Durante il Draft NBA 2008 non viene selezionato da nessuna franchigia e la sua prima esperienza da professionista è nella NBA D-League, dove gioca con i Colorado 14ers, chiudendo il campionato con 12 partite giocate e con la media di 18,3 punti, 8,5 rimbalzi, 2 assist in 33,5 minuti di media.
Nella stagione 2009-10 firma inizialmente in Cina per i Beijing Ducks, chiudendo la sua prima esperienza asiatica con 16 partite giocate e con la media di 26 punti, 13,2 rimbalzi e 1,9 assist. Successivamente firma per i Caciques de Humacao (Porto Rico) dove gioca 26 partite chiudendo con la media di 17,5 punti, 8,6 rimbalzi e 2,8 assist.
Nel 2010-11, dopo aver giocato la Summer League con i Toronto Raptors (3,5 punti e 5,2 rimbalzi di media in 4 gare), firma in Turchia per l'Oyak Renault. In Turchia chiude la stagione con 17,2 punti, 9 rimbalzi e 1,4 assist, che non bastano alla squadra per evitare la retrocessione in Türkiye 2. Basketbol Ligi.
Finito il campionato firma nuovamente con i Caciques de Humacao per giocare i play-off.
Nell'agosto 2011 gioca la FIBA Africa Championship con la nazionale della Repubblica Centrafricana arrivando sino ai quarti di finale e fallendo così l'accesso al Torneo Olimpico del 2012, ma chiudendo comunque al 6º posto. In 5 gare con la nazionale mette a referto 12,2 punti e 4,8 rimbalzi di media.
Nella stagione 2011-12 torna in Turchia e questa volta si accasa con i Mersin Büyükşehir Belediyesi S.K. che termineranno il campionato in 10ª posizione aiutati dai suoi 10,4 punti e 5,9 rimbalzi di media a partita.
Ancora una volta terminata la regular season in Turchia torna a giocare a Porto Rico ma questa volta con i Capitanes de Arecibo.
Dopo tre anni a girovagare tra Cina, Turchia e Porto Rico torna negli Stati Uniti per giocare nuovamente nella NBA D-League. Fa parte del roster 2012-13 degli Springfield Armor, dove chiude con la media di 16,3 punti, 10,5 rimbalzi in 26 gare giocate. Terminata la regular season firma con i Maine Red Claws per giocare i play-off ma la squadra di Portland esce al primo turno dopo essersi giocato il tutto per tutto in gara-5. Nell'esperienza nei Claws, Mays realizza 62 punti e 48 rimbalzi (media di 12,4 e 9,6).
Nella stessa estate partecipa per la terza volta alla Summer League, giocando per gli Oklahoma City Thunder dove in 2 gare mette a referto 9 punti e 6 rimbalzi.
Nella stagione 2012-13 è free agent e viene invitato al training camp dei Brooklyn Nets con i quali firma un contratto non garantito. Dopo 2 gare di pre-season però viene tagliato dal roster. Firma così per i Sioux Falls Skyforce dove gioca 51 gare, chiudendo con la media di 14,1 punti e 9,9 rimbalzi.
Nella stagione 2013-14, dopo aver giocato ancora una volta la NBA Summer League con gli Utah Jazz e poi con i San Antonio Spurs (5,5 punti e 3,9 rimbalzi di media in 8 gare) torna in Asia, nelle Filippine, per giocare con i San Mig Super Coffee Mixers dove vince il campionato e termina la stagione con 20 punti e 16,8 rimbalzi di media a partita.
Il 22 luglio 2014 firma per l'Enel Basket Brindisi grazie all'aiuto e al consiglio di Cedric Simmons, suo grande amico.